# Liste der Kulturdenkmale in Wiemersdorf
In der Liste der Kulturdenkmale in Wiemersdorf sind alle Kulturdenkmale der schleswig-holsteinischen Gemeinde Wiemersdorf (Kreis Segeberg) aufgelistet (Stand: 10. März 2025).

## Legende
In den Spalten befinden sich folgende Informationen:
- Objekt-ID: die Nummer des Kulturdenkmales
- Lage: die Adresse des Kulturdenkmales und die geographischen Koordinaten. Kartenansicht, um Koordinaten zu setzen. In der Kartenansicht sind Kulturdenkmale ohne Koordinaten mit einem roten Marker dargestellt und können in der Karte gesetzt werden. Kulturdenkmale ohne Bild sind mit einem blauen Marker gekennzeichnet, Kulturdenkmale mit Bild mit einem grünen Marker.
- Offizielle Bezeichnung: Bezeichnung des Kulturdenkmales
- Beschreibung: die Beschreibung des Kulturdenkmales
- Bild: ein Bild des Kulturdenkmales

## Bauliche Anlagen
| Objekt-ID      | Lage                                        | Offizielle Bezeichnung | Beschreibung | Bild            |
| -------------- | ------------------------------------------- | ---------------------- | --- | --------------- |
| 28969 Wikidata | Kieler Straße (53° 58′ 29″ N, 9° 54′ 37″ O) | Halbmeilenstein        | Dänischer Meilenstein an der Altona-Kieler Chaussee in Schleswig-Holstein, Wiesenthal, auch aufgeführt in der Liste der dänischen Meilensteine in Hamburg und Holstein; Alteintragung (Aktualisierung vorgesehen) - Begründung: geschichtlich, wissenschaftlich, Kulturlandschaft prägend - Schutzumfang: gesamtes Objekt - Denkmaltyp: Bauliche Anlage | Fotos hochladen |
| 32181          | Kieler Straße (53° 58′ 3″ N, 9° 54′ 16″ O)  | Chaussee-Gedenkstein   | Gedenkstein zur Fertigstellung des Kopfsteinpflasters auf der KielAltonaer Chaussee; 1923; Stele aus Kalkstein über quadratischem Grundriss, Höhe 1,7 Meter, Inschrift und Wappen; mit vier Eichen - Begründung: geschichtlich, städtebaulich - Schutzumfang: Chaussee-Gedenkstein, vier Eichen - Denkmaltyp: Bauliche Anlage                           | BW              |